# Przypadkowa dziewczyna
Przypadkowa dziewczyna (ang. Sliding Doors) – film z 1998 roku w reżyserii Petera Howitta.

## Obsada
- Gwyneth Paltrow – Helen Quilley
- John Hannah – James
- John Lynch – Gerry Flannagan
- Jeanne Tripplehorn – Lydia
- Zara Turner – Anna
- Douglas McFerrah – Russel
- Paul Brightwell – Clive
- Nina Young – Claudia
- Virginia McKenna – matka Jamesa
- Kevin McNally – Paul